# Lama père et fils
Albums de Serge Lama
Palais des Congrès 81 - Avec simplicité
(1981) J'assume tout Napoléon
(1982)
Lama père et fils est un album studio de Serge Lama et de son père Georges Chauvier. L'opus sort en 1981 chez Philips et est composé de deux duos père et fils, les sept autres étant interprétés en solo par Georges Chauvier.

## Titres
| No | Titre                                                                | Paroles                      | Musique           | Durée |
| -- | -------------------------------------------------------------------- | ---------------------------- | ----------------- | ----- |
| 1. | Non mon fils n'aura pas d'enfant ( duo Georges Chauvier, Serge Lama) | Serge Lama, Georges Chauvier | Yves Gilbert      | 3:10  |
| 2. | Comme elles étaient belles                                           | Serge Lama                   | Emil Stern        | 3:00  |
| 3. | Je n'peux pas vivre sans amour                                       | Pearly                       | Gabaroche, Pearly | 2:35  |
| 4. | Le petit souper aux chandelles                                       | Paul Misraki                 | Paul Misraki      | 3:05  |
| 5. | Sur deux notes                                                       | Paul Misraki                 | Paul Misraki      | 3:25  |
| 6. | Comme papa... ( duo Georges Chauvier, Serge Lama)                    | Serge Lama                   | Emil Stern        | 3:00  |
| 7. | La chambre                                                           | René Baer                    | Léo Ferré         | 2:40  |
| 8. | Julie                                                                | Maurice Vidalin              | Jacques Datin     | 3:15  |
| 9. | D'une prison                                                         | Paul Verlaine                | R. Hahn           | 2:30  |